# Steve + Sky
Pour plus de détails, voir Fiche technique et Distribution.
Steve + Sky est un film belge réalisé par Felix Van Groeningen, sorti en 2004.

## Fiche technique
- Titre : Steve + Sky
- Réalisation : Felix Van Groeningen
- Scénario : Felix Van Groeningen
- Photographie : Fred Debrouck et Ruben Impens
- Musique : Dewaele Brothers et Soulwax
- Production : Dirk Impens, An Ratinckx et Jozefien Ysebie
- Pays d'origine : Belgique
- Genre : comédie dramatique
- Date de sortie : 2004

## Distribution
- Titus De Voogdt : Steve
- Delfine Bafort : Sky
- Johan Heldenbergh : Jean-Claude
- Romy Bollion : Charlotte
- Wine Dierickx : Nikita
- Vanessa van Durme : Moeder Marc
- Sylvie Buytaert : Kelly
- Didier De Neck : Chauffeur de taxi